# ديريك فاين
ديريك فاين (بالإنجليزية: Derek Fine)‏ هو لاعب كرة قدم أمريكية أمريكي، ولد في 24 أغسطس 1983 في ساليسو في الولايات المتحدة.

## وصلات خارجية
- ديريك فاين على موقع مرجع كرة القدم المحترفة.كوم (الإنجليزية)